# Miles & More
Miles & More, насчитывающая более 30 миллионов участников, является крупнейшей программой для часто летающих пассажиров и бонусной программой в Европе. Программа Miles & More началась 1 января 1993 года с семью партнерами по программе, а Miles & More GmbH работает как независимая компания с сентября 2014 года. Являясь 100-процентной дочерней компанией Deutsche Lufthansa AG, компания базируется во Франкфурте-на-Майне.
Участники программы Miles & More могут накапливать и использовать мили с более чем 300 партнерами. Сюда входят 40 авиакомпаний-партнеров, в том числе 28 авиакомпаний Star Alliance, а также около 270 компаний за пределами авиационного сектора из отелей, аренды автомобилей, круизов, подписок и книг, банковского дела и страхования, телекоммуникаций и электроники, а также секторов покупок и образа жизни.

## Участники
Помимо Lufthansa, к Miles & More принадлежат и другие авиационные компании. Это Austrian Airlines Group (с 2000 г.), Swiss (с 2006 г.), Air Dolomiti (с 2008 г.), Brussels Airlines (с 2009 г.) и Eurowings (с 2010 г.), которые с тех пор в результате поглощения стали дочерними компаниями Lufthansa, а также Независимые от Lufthansa члены Star Alliance — LOT (с 2003 г.), Croatia Airlines (с 2005 г.) и Luxair (с 2009 г.). Среди других участников — другие члены Star Alliance, многие из которых проводят собственные программы для часто летающих пассажиров.